# Giovanni Vincenzo Acquaviva d'Aragona
 Giovanni Vincenzo Acquaviva d'Aragona  (født mellem 1490 og 1495 i Napoli i Italien, død 16. august 1546 i Itri) var en af Den katolske kirkes kardinaler. Han blev biskop af Melfi & Rampolla i 1537.
Han blev kreeret til kardinal af pave Pave Paul 3. den 2. juni 1542.
Andre kardinaler hav var i familie med var Giulio Acquaviva d'Aragona (kreeret 1570), Ottavio Acquaviva d'Aragona den ældre (kreeret 1591), Ottavio Acquaviva d'Aragona den yngre (kreeret 1654), Francesco Acquaviva d'Aragona (kreeret 1706), Troiano Acquaviva d'Aragona (kreeret 1732) og Pasquale Acquaviva d'Aragona (kreeret 1770).